# Natura 2000-område nr. 144 Nedre Mølleådal og Jægersborg Dyrehave
Natura 2000-område nr. 144. Nedre Mølleådal og Jægersborg Dyrehave   er et Natura 2000-område der består af to  habitatområder, H191 den nedre del  af Mølleå som udgør 42 hektar og H251, Jægersborg Dyrehave  der  har et areal på  884 ha, hvoraf 877 ha ejes af Naturstyrelsen.

## Områdebeskrivelse
Området omfatter  af Mølleåens nedre del, fra Brede  med omgivende arealer med sumpskov og kildevæld, samt Jægersborg Dyrehave.
Jægersborg Dyrehave har været kongeligt jagt- og vildtreservat i flere århundreder, og har siden midten af 1800-tallet  haft nogenlunde den udstrækning som i dag. 
Nedre Mølleådal er bl.a. udpeget for at beskytte de mange kildevæld, der ligger i området. En del af kildevældene ligger i skov og har tidligere været anvendt som helbredende kilder. På lange strækninger omgives Mølleåen af elle- og askeskov, som er en prioriteret naturtype. Derudover er
nedre Mølleådal levested for arten sump vindelsnegl.
Store dele af naturværdierne er skabt inden for de sidste 300-400 år gennem en kulturbetinget
drift, og bevaringen af værdierne er til dels afhængig af fastholdelse af disse driftformer.
Skovnaturtyperne i Dyrehaven er bøgeskove på muld- eller morbund, egeblandskove samt elle- og
askeskove, som alle er stærkt påvirket af hjortenes græsning.
En helt speciel forudsætning for området er plantningshistorien. Von Grams Plantage er anlagt i 1750 og består hovedsagelig af bøg. Von Langens Plantage bestående af primært bøg og eg er anlagt i 1764-1774. Efter dette årstal er den egentlige skovdrift i Dyrehaven ophørt. Bevoksningerne vi oplever i dag består derfor af enkelte rester af skov plantet før 1669 (primært gamle ege) og en
blandingsskov af bøg og eg fra de to ovenfor nævnte perioder. Det betyder, at de yngste af de gamle træer er fra før 1774, det vil sige over 230 år gamle. Driften har herefter haft bevaring som sigte.
Først omkring 1920 blev der igangsat nyplantning for at sikre afløsning for de gamle træer.
Foryngelsesrytmen er i dag fastsat til 1,8 ha om året, hvilket svarer til forfaldstempoet i de gamle plantninger.
Natura 2000-området ligger i  Lyngby-Taarbæk og Rudersdal Kommune  i Vandområdedistrikt II Sjælland  i vandplanopland 2.3 Øresund 

## Fredninger
Området langs Mølleåen har tidligere været omfattet  af en lang række af mindre naturfredninger  men de blev samlet under én, stor fredning i 2001, der omfatter 418 ha. Ved det  nedre løb ser man, hvordan vandløbet har været fortrinligt til mølleindustri på grund af dets betydelige fald fra Lyngby Sø til Øresund. Her var sikker vandforsyning året rundt, da Furesøen fungerer som et kæmpereservoir, der kan sikre en konstant vandmængde i åen året rundt. Mellem Lyngby Sø og Øresund ligger en halv snes møller. De fleste er opstået allerede i middelalderen som kornmøller, men for 400 år siden blev der anlagt egentlige industrivirksomheder ved flere af opstemningerne.

## Eksterne kilder og henvisninger
1. ↑  Naturplanen Arkiveret 7. december 2019 hos  Wayback Machine  på mst.dk
2. ↑  "Vandplan 2.3 Øresund" (PDF). Arkiveret fra originalen (PDF) 6. september 2019. Hentet 7. december 2019.
3. ↑  Om fredningen  på fredninger.dk

- Kort over området på miljoegis.mim.dk

- Basisanalysen 2016-21 Arkiveret 7. december 2019 hos  Wayback Machine